# Sharon Freeman

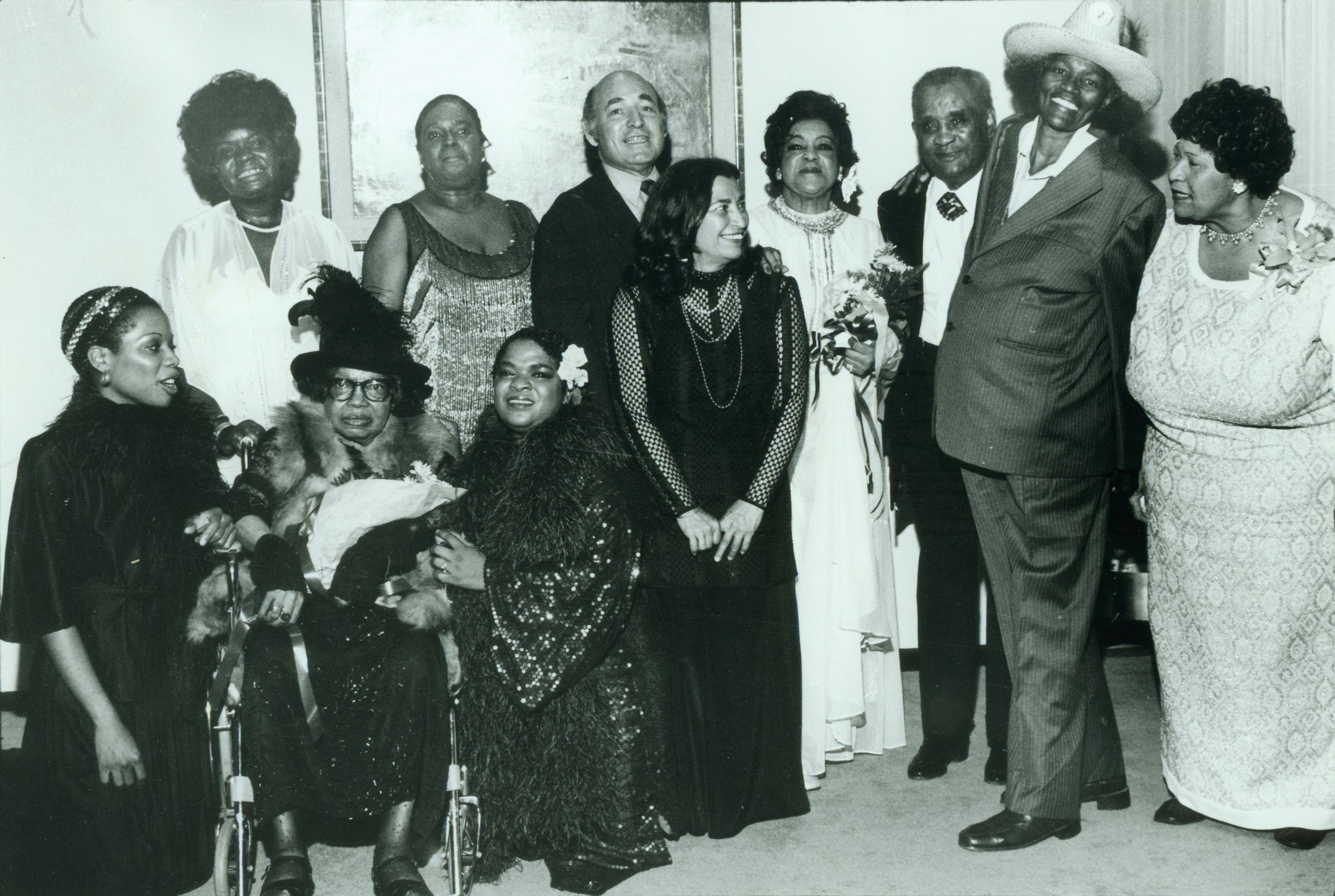
Sharon Freeman (uiterst links), met onder meer Sippie Wallace (in de rolstoel) en Adelaide Hall (midden, witte jurk), Newport Jazz Festival, 1980.

Ahnee Sharon Freeman is een Amerikaanse jazzmuzikante.Ze speelt hoorn en piano en is arrangeur.

## Biografie
Freeman speelde hoorn in de jazz-opera "Escalator over the Hill" en op het album Svengali van Gil Evans (1973). In 1982 werd ze lid van Charlie Haden's Liberation Music Orchestra en werd later de muzikaal leider van dit ensemble. Ze was ook muzikaal leider voor Don Pullen en Beaver Harris. Ze heeft meegewerkt aan plaatopnames van onder meer Leroy Jenkins, Marianne Faithfull (piano op het album Strange Weather), George Gruntz en Carla Bley. Tevens werkte ze samen met onder meer Muhal Richard Abrams, David Murray en Lionel Hampton.
Ze werd genomineerd voor een Grammy voor haar arrangement van “Monk's Mood” voor Hal Willners conceptalbum That's the Way I Feel Now: A Tribute to Thelonious Monk.
Freeman leidde de UJC Big Apple Jazzwomen, een sextet dat uit alleen vrouwen bestaat (naast Freeman: Jean Davis, Linda Neel, Erica Lindsay, Sarah Hommel en Melissa Slocum). Ze geeft les aan het New York City College of Technology.